# Mariusz Rosik
Mariusz Rosik (ur. 5 maja 1968 we Wrocławiu) – polski duchowny katolicki, biblista, profesor nauk teologicznych, wykładowca na Papieskim Wydziale Teologicznym we Wrocławiu, stypendysta m.in. Uniwersytetu Hebrajskiego w Jerozolimie i École biblique et archéologique française de Jérusalem. 

## Droga naukowa
Święcenia kapłańskie przyjął w dniu 22 maja 1993. W 1997 obronił na Papieskim Wydziale Teologicznym we Wrocławiu pracę doktorską Ku radykalizmowi Ewangelii. Studium nad wspólnymi logiami Jezusa w Ewangeliach wg św. Mateusza i św. Marka napisaną pod kierunkiem Tomasza Hergesela, w 2000 obronił licencjat naukowy w Papieskim Instytucie Biblijnym w Rzymie, habilitował się w 2004 na podstawie pracy Jezus a judaizm w świetle Ewangelii według świętego Marka, w tym samym roku został kierownikiem Katedry Teologii Biblijnej przy PWT, w latach 2007-2014 był dyrektorem Instytutu Nauk Biblijnych PWT, od 2006 jest dyrektorem Podyplomowych Studiów Biblijnych PWT, kieruje Katedrą Teologii Nowego Testamentu. Wykładał także w Studium Nauk Humanistycznych Politechniki Wrocławskiej (2004-2006),
W 2011 otrzymał tytuł profesora nauk teologicznych.

## Inne zaangażowania
W latach 2004–2014 był sekretarzem abp. metropolity wrocławskiego Mariana Gołębiewskiego. Od 2005 jest wicemoderatorem Dzieła Biblijnego im. Jana Pawła II w archidiecezji wrocławskiej, od 2007 cenzorem publikacji przy Kurii Metropolitalnej Wrocławskiej, w latach 2007–2014 był dyrektorem Wydawnictwa Archidiecezji Wrocławskiej TUM, dyrektorem Wrocławskiej Księgarni Archidiecezjalnej i dyrektor Drukarni Archidiecezjalnej we Wrocławiu.
Jest jednym z członków zespołu tłumaczy planowanego VI wydania Biblii Tysiąclecia.

## Nagrody i wyróżnienia
- 2. miejsce w konkursie na Teologiczną Książkę Roku organizowanym przez Komitet Nauk Teologicznych Polskiej Akademii Nauk za książkę Mądrość zstępująca z góry. Komentarz strukturalny do Listu św. Jakuba[3]

## Publikacje
Jest autorem książek o tematyce biblijnej i ewangelizacyjnej, m.in.:
- Otrzymaliście Ducha miłości (JAC, Wrocław 1995)
- Ku radykalizmowi Ewangelii. Studium na wspólnymi logiami Jezusa w Ewangeliach według św. Mateusza i św. Marka (A.L.M., Wrocław 2000)
- Trzy portrety Jezusa. Ewangelie synoptyczne (W kręgu Słowa, Biblos, Tarnów 2006)
- Archeolog czyta Biblię. Nowe odkrycia: fałszerstwa czy wyzwania dla wiary? (TUM, Wrocław 2006)
- Rosik, Mariusz ks., Rapoport, Icchak rabin: Wprowadzenie do literatury i egzegezy żydowskiej okresu biblijnego i rabinicznego. Wrocław: Tum Wydawnictwo Wrocławskiej Księgarni Archidiecezjalnej, 2009, s. 318, seria: Bibliotheca Biblica.
- Kodeks Synajski. Biografia (2015)
- Kościół a Synagoga (30-313 po Chr.). Na rozdrożu (2016)
- Mądrość zstępująca z góry. Komentarz strukturalny do Listu św. Jakuba (współautorka: Kalina Wojciechowska), Wydawnictwo Naukowe ChAT, Warszawa 2018 ISBN 978-83-60273-45-6
- Oczekując miłosierdzia. Komentarz strukturalny do Listu św. Judy (współautorka: Kalina Wojciechowska), Wydawnictwo Naukowe ChAT, Warszawa 2020 ISBN 978-83-60273-53-1
- Głosząc przyjście Pana. Komentarz strukturalny do Drugiego Listu św. Piotra (współautorka: Kalina Wojciechowska), Wydawnictwo Naukowe ChAT, Warszawa 2022 ISBN 978-83-60273-71-5

Jest także autorem licznych artykułów fachowych i duszpasterskich oraz redaktorem wydawnictw zbiorowych.